# Chaoyangopteridae
I Chaoyangopteridae (il cui nome significa "ali di Chaoyang") sono una famiglia estinta di pterosauri azhdarchoidi vissuti nel Cretaceo inferiore (e forse anche nei primi del Cretaceo superiore), circa 125-120 milioni di anni fa (Barremiano-Aptiano), in Asia, Sud America e forse anche in Africa, sebbene possibili membri, come Microtuban, Xericeps e Argentinadraco, possano estendere l'areale fossile di questi animali fino al Cretaceo superiore.

## Storia
Il clade Chaoyangopteridae venne definito per la prima volta nel 2008, da Lü Junchang e David Unwin come: "il clade contenente Chaoyangopterus, Shenzhoupterus, il loro più recente antenato comune e tutti i taxa più strettamente legati a questa clade che a Tapejara, Tupuxuara o Quetzalcoatlus". Sulla base delle proporzioni del collo e degli arti, si è suggerito che questi animali occupassero una nicchia ecologica simile a quella degli azhdarchidi, sebbene sia possibile che fossero più specializzati data la presenza di più generi diversi in luoghi come il Liaoning, mentre, solitamente, un solo genere di azhdarchidi domina una posizione specifica.

## Descrizione
I chaoyangopteridi si distinguono dagli altri pterosauri per diversi tratti della finestra nasoantorbitale, un grande foro sul lato del muso formato dall'assimilazione delle narici (fori nasali) nella finestra nasoantorbitale. Nei membri di questa famiglia, la finestra nasoantorbitale è massiccia, con il bordo posteriore che si estende fino alla scatola cranica e all'articolazione della mandibola. Il bordo anteriore è formato da un'asta ossea nota come barra premascellare, che è insolitamente sottile nei membri di questa famiglia.

## Classificazione

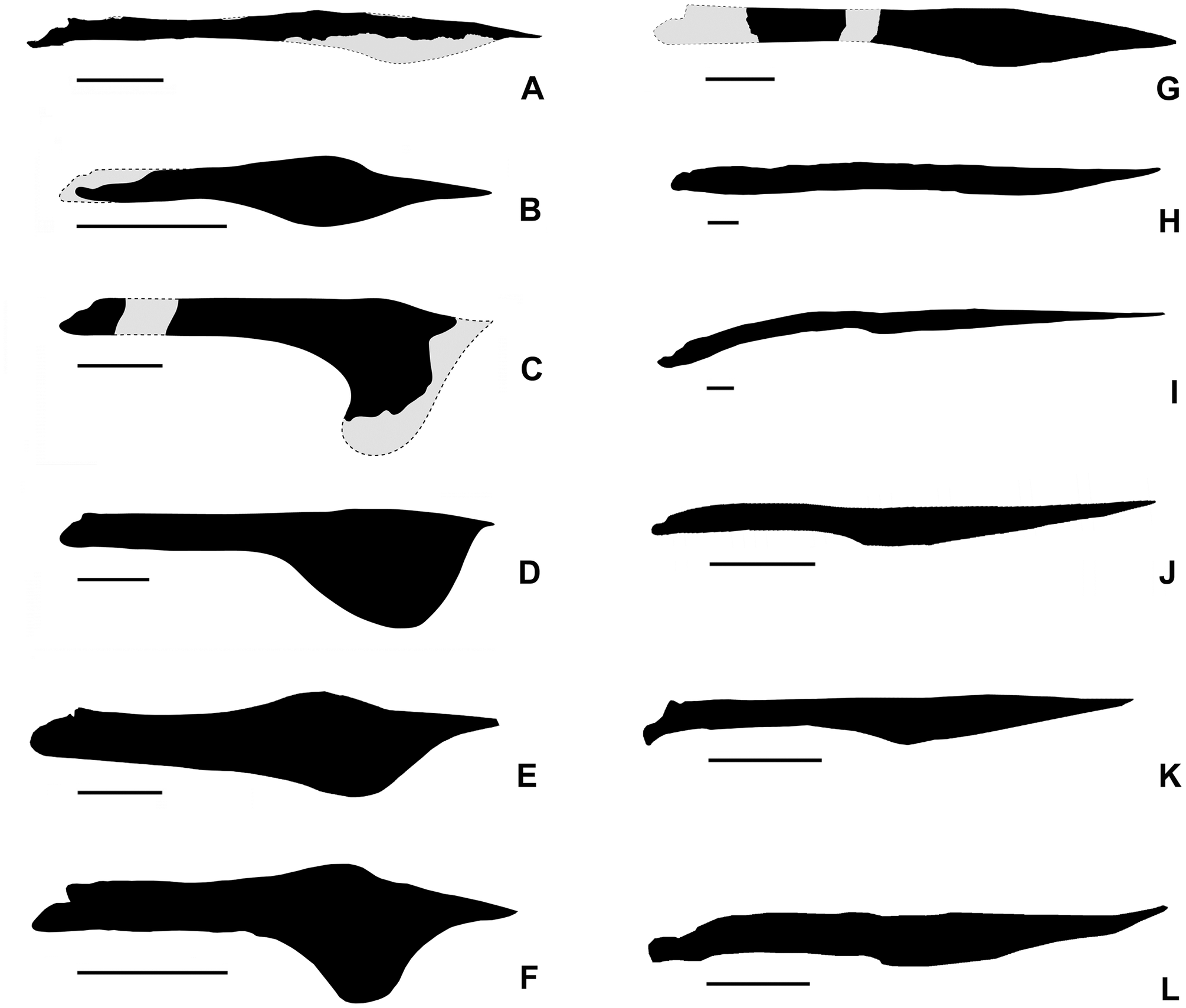
Confronto delle mandibole di alcuni azhdarcoidi, tra cui i chaoyangopteridi Shenzhoupterus (K) e Chaoyangopterus (L)

Di seguito è riportato un cladogramma che mostra l'analisi filogenetica condotta dal paleontologo Brian Andres e colleghi, nel 2014. Nell'analisi, si è scoperto che Chaoyangopteridae era costituito dal genere Eoazhdarcho e dalla sottofamiglia Chaoyangopterinae. La sottofamiglia Chaoyangopterinae venne inizialmente utilizzata dal paleontologo Felipe Pinheiro e colleghi nel 2011, che l'hanno assegnata alla famiglia Tapejaridae, tuttavia, Andres e colleghi hanno ridefinito la sottofamiglia come "il clade meno inclusivo contenente Chaoyangopterus zhangi e Shenzhoupterus chaoyangensis". Nell'analisi di Andres e colleghi, Chaoyangopterinae era costituito dagli pterosauri Chaoyangopterus, Shenzhoupterus e Jidapterus.
|  | \| \| Chaoyangopterus zhangi \| \| \| \| \| \| Jidapterus edentus \| \| \| \| |
|  |                                                                               |
|  | Shenzhoupterus chaoyangensis                                                  |
|  |                                                                               |
|  | Chaoyangopterus zhangi                                                        |
|  |                                                                               |
|  | Jidapterus edentus                                                            |
|  |                                                                               |

|  | Chaoyangopterus zhangi |
|  |                        |
|  | Jidapterus edentus     |
|  |                        |

|  | \| \| Chaoyangopterus zhangi \| \| \| \| \| \| Jidapterus edentus \| \| \| \| |
|  |                                                                               |
|  | Shenzhoupterus chaoyangensis                                                  |
|  |                                                                               |
|  | Chaoyangopterus zhangi                                                        |
|  |                                                                               |
|  | Jidapterus edentus                                                            |
|  |                                                                               |

|  | Chaoyangopterus zhangi |
|  |                        |
|  | Jidapterus edentus     |
|  |                        |

|  | Zhejiangopterus linhaiensis                                                               |
|  |                                                                                           |
|  | \| \| Arambourgiania philadelphiae \| \| \| \| \| \| Quetzalcoatlus northropi \| \| \| \| |
|  |                                                                                           |
|  | Arambourgiania philadelphiae                                                              |
|  |                                                                                           |
|  | Quetzalcoatlus northropi                                                                  |
|  |                                                                                           |

|  | Arambourgiania philadelphiae |
|  |                              |
|  | Quetzalcoatlus northropi     |
|  |                              |

|  | Zhejiangopterus linhaiensis                                                               |
|  |                                                                                           |
|  | \| \| Arambourgiania philadelphiae \| \| \| \| \| \| Quetzalcoatlus northropi \| \| \| \| |
|  |                                                                                           |
|  | Arambourgiania philadelphiae                                                              |
|  |                                                                                           |
|  | Quetzalcoatlus northropi                                                                  |
|  |                                                                                           |

|  | Arambourgiania philadelphiae |
|  |                              |
|  | Quetzalcoatlus northropi     |
|  |                              |

|  | \| \| Chaoyangopterus zhangi \| \| \| \| \| \| Jidapterus edentus \| \| \| \| |
|  |                                                                               |
|  | Shenzhoupterus chaoyangensis                                                  |
|  |                                                                               |
|  | Chaoyangopterus zhangi                                                        |
|  |                                                                               |
|  | Jidapterus edentus                                                            |
|  |                                                                               |

|  | Chaoyangopterus zhangi |
|  |                        |
|  | Jidapterus edentus     |
|  |                        |

|  | \| \| Chaoyangopterus zhangi \| \| \| \| \| \| Jidapterus edentus \| \| \| \| |
|  |                                                                               |
|  | Shenzhoupterus chaoyangensis                                                  |
|  |                                                                               |
|  | Chaoyangopterus zhangi                                                        |
|  |                                                                               |
|  | Jidapterus edentus                                                            |
|  |                                                                               |

|  | Chaoyangopterus zhangi |
|  |                        |
|  | Jidapterus edentus     |
|  |                        |

|  | Zhejiangopterus linhaiensis                                                               |
|  |                                                                                           |
|  | \| \| Arambourgiania philadelphiae \| \| \| \| \| \| Quetzalcoatlus northropi \| \| \| \| |
|  |                                                                                           |
|  | Arambourgiania philadelphiae                                                              |
|  |                                                                                           |
|  | Quetzalcoatlus northropi                                                                  |
|  |                                                                                           |

|  | Arambourgiania philadelphiae |
|  |                              |
|  | Quetzalcoatlus northropi     |
|  |                              |

|  | Zhejiangopterus linhaiensis                                                               |
|  |                                                                                           |
|  | \| \| Arambourgiania philadelphiae \| \| \| \| \| \| Quetzalcoatlus northropi \| \| \| \| |
|  |                                                                                           |
|  | Arambourgiania philadelphiae                                                              |
|  |                                                                                           |
|  | Quetzalcoatlus northropi                                                                  |
|  |                                                                                           |

|  | Arambourgiania philadelphiae |
|  |                              |
|  | Quetzalcoatlus northropi     |
|  |                              |

Uno studio del 2021 incentrato su Aerotitan recupera Xericeps e Argentinadraco come taxon gemelli all'interno di Chaoyangopteridae.
|  | Xericeps curvirostris       |
|  |                             |
|  | Argentinadraco barrealensis |
|  |                             |

|  | Chaoyangopterus zhangi  |
|  |                         |
|  | Jidapterus edentus      |
|  |                         |
|  | Lacusovagus magnificens |
|  |                         |

|  | Xericeps curvirostris       |
|  |                             |
|  | Argentinadraco barrealensis |
|  |                             |

|  | Chaoyangopterus zhangi  |
|  |                         |
|  | Jidapterus edentus      |
|  |                         |
|  | Lacusovagus magnificens |
|  |                         |

|  | Xericeps curvirostris       |
|  |                             |
|  | Argentinadraco barrealensis |
|  |                             |

|  | Chaoyangopterus zhangi  |
|  |                         |
|  | Jidapterus edentus      |
|  |                         |
|  | Lacusovagus magnificens |
|  |                         |

|  | Xericeps curvirostris       |
|  |                             |
|  | Argentinadraco barrealensis |
|  |                             |

|  | Chaoyangopterus zhangi  |
|  |                         |
|  | Jidapterus edentus      |
|  |                         |
|  | Lacusovagus magnificens |
|  |                         |

## Paleobiologia

### Dieta
Come i loro parenti azhdarchidi, i chaoyangopteridi erano probabilmente predatori terrestri di piccole prede terrestri.

## Paleoecologia
I membri della famiglia Chaoyangopteridae sono per lo più noti dall'Asia, anche se il possibile membro Lacusovagus è stato rinvenuto in Sud America e ci sono possibili resti fossili dall'Africa, incluso il possibile membro Apatorhamphus. Il genere Microtuban potrebbe estendere l'esistenza del clade fino al Cretaceo superiore.